# Зіненко Роман Анатолійович
Зіненко Роман Анатолійович (позивний «Сєдой»; нар. 1 квітня 1974, Дніпропетровськ) — ветеран російсько-української війни, учасник боїв за Іловайськ, автор кількох книг про ті бої.

## Життєпис
Народився 1 квітня 1974 р. у Дніпропетровську. Служив в морській піхоті.

### Російсько-українська війна

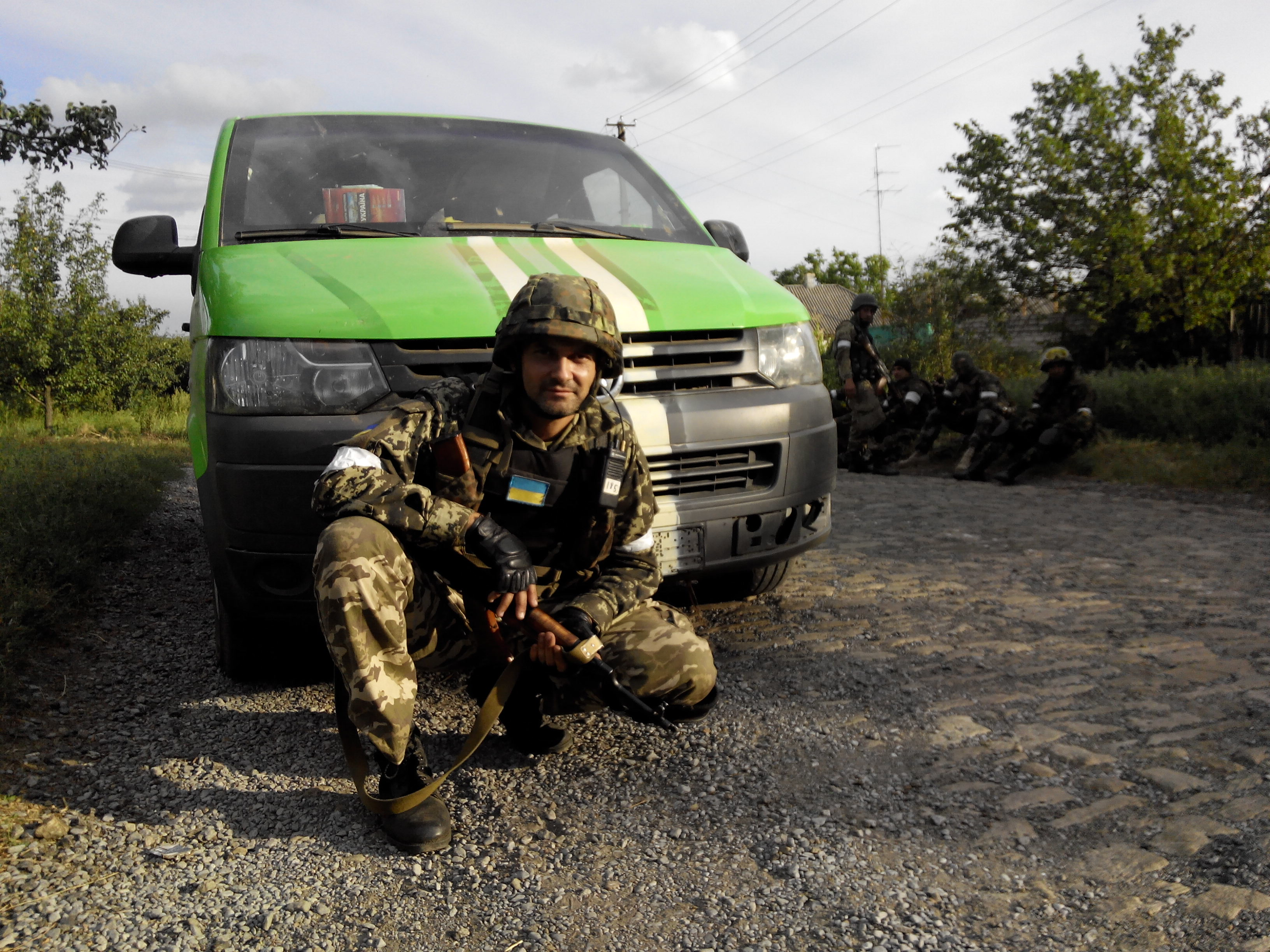
Роман і бійці (позаду) батальйону «Дніпро-1». 19 серпня 2014

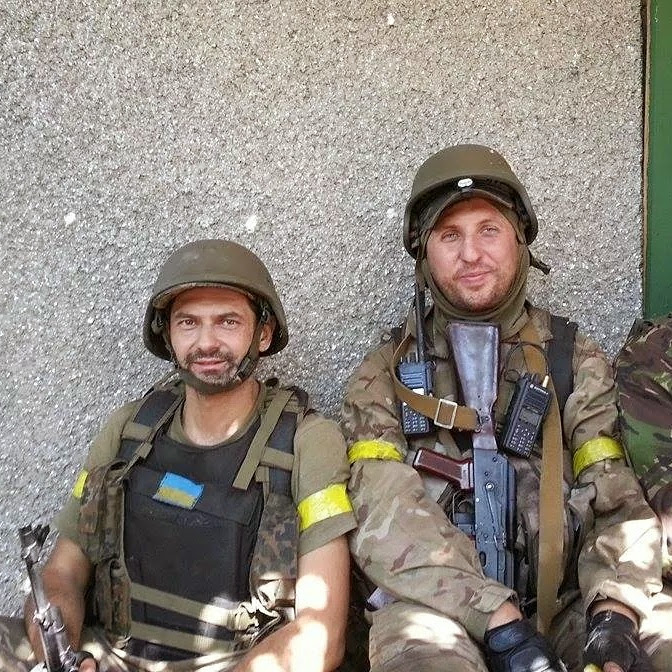
Роман і Денис Томілович. 26 серпня 2014, Іловайськ

З початком російсько-української війни був в числі перших 40 бійців, які пройшли бойову підготовку у квітні 2014 року і записалися у добровольчий батальйон «Дніпро-1». Роман став водієм одного з трьох зелених інкасаторських мікроавтобусів, які були передані батальйону Ігорем Коломойським, тогочасним власником «Приватбанку».
Влітку 2014 року фото Романа потрапило на патріотичний плакат «Хай кулі тебе минають», створеного артдиректором Музею плакату, добровольцем 92-ї механізованої бригади Юрієм Неросліком.
21 серпня разом з підрозділами свого батальйону Роман зайшов у Іловайськ, що частково контролювався українськими силами, а частково — проросійськими угрупованнями. В районі залізничного вокзалу прикривав роботу саперів, які підривали залізничні колії, щоб зашкодити постачанню зброї і техніки з Росії. Після масованого заходу російських військ, потрапив у оточення під Іловайськом. В боях 29 серпня, при виході з оточення, втратив загиблим свого командира і друга Дениса Томіловича, коли українська колона була обстріляна російськими військами. Роман вижив, і вийшов з групою солдат, деякі з яких — важкопоранені. Їм знадобилося три доби, щоб вийти з окупованої Новокатеринівки до Комсомольского (нині — Кальміуське), де були українські сили.
2016 року Роман звільнився з полку «Дніпро-1», оскільки, за його словами, підрозділ перетворювався на звичайних поліцейських.

### Літературна діяльність
Після звільнення почав працювати таксистом в Убері. Проте, пам'ять про Іловайськ змусила Романа збирати свідчення тих, хто пройшов ті бої і почати писати. 2017 року вийшла його перша книга «Іловайський щоденник», 2019 — два томи «Війна, якої не було. Хроніка Іловайської трагедії».

## Книги
- Перша книга — «Іловайський щоденник» (2017, «Фоліо») стала однією з перших книг про російсько-українську війну та бої під Іловайськом, у якій зібрані спогади автора про бої під Маріуполем та вихід з Іловайського котла.
- Друга книга — «Війна, якої не було. Хроніка Іловайської трагедії» (у двох томах, 2019, «Фоліо»). Книга ґрунтується на спогадах близько 100 бійців і офіцерів: від рядового до керівництва сектор «Б». У книзі також опубліковані журналістські розслідування окремих журналістів та звіт тимчасової слідчої комісії Верховної ради. У першій частині книги висвітлені події 7-24 серпня 2014 р.[9]